# Коваленко Сергій Станіславович
Сергі́й Станісла́вович Ковале́нко (нар. 1 грудня 1956, м. Київ) — український  науковець, видавець та громадсько-політичний діяч, кандидат технічних наук.

## Біографія[1]
Сергій Коваленко народився 1 грудня 1956 року в Києві у родині Коваленка Станіслава Григоровича родом зі Шрамківки (тепер - Золотоніського р-ну Черкаської обл.) і Коваленко (до шлюбу Рибальченко) Ольги Василівни родом з Великої Бугаївки (тепер Обухівського р-ну Київської обл.).
Середню освіту здобув у школі № 4 у м. Боярка Києво-Святошинського району Київської області. По закінченні 1980 року з відзнакою механіко-машинобудівного факультету Київського політехнічного інституту (КПІ), залишився на кафедрі обробки металів тиском для проведення подальшої науково-дослідної роботи як інженер і молодший науковий співробітник.
1987 року закінчив аспірантуру КПІ та захистив дисертацію на здобуття наукового ступеня кандидата технічних наук.
По тому обіймав посади молодшого наукового, наукового та старшого наукового співробітника, а від 1992 року — доцента.
1999 року залишив викладацьку роботу у КПІ, і зайнявся підприємницькою діяльністю на Полтавщині.
По поверненню до Києва 2004 року працював на посадах головного інженера мережі багатозальних кінотеатрів «Мультиплекс», а також декана факультету, доцента Міжрегіональної академії управління персоналом (МАУП) та завідувача редакції українознавчої літератури Видавництва МАУП і за сумісництвом (2006—2007 рр.) — старшим науковим співробітником відділу геополітики і геостратегії Науково-дослідного інституту українознавства Міністерства освіти і науки України.
2007 року разом з Наталією Третьяковою започаткував спеціалізоване видавництво історичної літератури «Стікс».
З 2017 року, живе та працює в місті Ніжин.

## Творчий доробок[2]
Сергій Коваленко є автором низки історико-публіцистичних творів, в яких викладено результати його досліджень на тему Війська Запорозького, Української Народної Республіки і сучасної політичної історії України, в якій і сам був учасником.
Окремі видання:
- Коваленко С. С. Російсько-український словник з машинобудування. — К.: НМК ВО, 1993. — 109 с. — ISBN 5-7763-1472-0.
- Коваленко С. С., Пугач Ольга. Опис козацької України 1649-го року: довідник. — К.: Просвіта, 2004. — 152 с.: іл. — ISBN 966-7551-96-2.
- Коваленко С. С. Україна під булавою Богдана Хмельницького: енцикл. у 3 т. — Т. 1. — К.: Стікс-Ко, 2007. — 375 с.: іл. — ISBN 978-966-96849-0-5.
- Коваленко С. С. Україна під булавою Богдана Хмельницького: енцикл. у 3 т. — Т. 2. — К.: Стікс-Ко, 2008. — 480 с.: іл. — ISBN 978-966-96849-1-22008
- Коваленко С. С. Україна під булавою Богдана Хмельницького: енцикл. у 3 т. — Т. 3 — К.: Стікс-Ко, 2009. — 479 с. — ISBN 978-966-96849-3-6.
- Коваленко С. С. Останній чин великого Гетьмана: іст. нарис. — К.: Стікс, 2010. — 360 с. — ISBN 978-966-96849-5-0.
- Коваленко С. С. Іван Богун — український Дон-Кіхот. — К.: Стікс, 2011. — 446 с. — ISBN 978-966-96849-7-4.
- Коваленко С. С. Чорні Запорожці: історія полку. — К.: Стікс, 2012. — 368 с. — ISBN 978-966-96849-9-8.
- Коваленко С. С. Похід Запорожців на Донбас і Крим: рік 1918. — К.: Стікс, 2018. — 312 с. — ISBN 978-966-2401-16-5.
- Коваленко Сергій. Тернисті шляхи УРП: загально-національний контекст. — К.: ТОВ "НВП «Інтерсервіс», 2018. — 256 с. — ISBN 978—617—696—831—3.
- Коваленко Сергій, Попович Владислав, Шкурко Микола. Веркіївська сотня Ніжинського полку Війська Запорозького: історичний нарис. — Ніжин: ПП Лисенко М. М., 2019. — 24 с. — ISBN 978-617-640-424-8.
- Соченко Марина, Коваленко Сергій. Розписи у військовій каплиці Воздвиження Чесного Хреста Господнього на Аскольдовій Могилі в Києві. — К.: Видавництво «Стікс», 2020. — 40 с. — ISBN 978—966—2401—17—2.
- Коваленко С. С. Військо Запорозьке 1578—1599 років: перша республіка. — К.: Стікс, 2021. — 336 с. — ISBN 978-966-2401-18-9.
- Коваленко Сергій, Шкурко Микола. Коропська сотня Ніжинського полку Війська Запорозького: історичний нарис. — Ніжин: ПП Лисенко М. М., 2023. — 32 с. — ISBN 978-617-640-619-8.
- Соченко Марина, Коваленко Сергій. Ікона Божої Матері "Нерушима Стіна", присвячена пам'яті Героїв Крут. — К.: Видавництво «Стікс», 2024. — 32 с. — ISBN 978—966—2401—19—6.
- Коваленко Сергій, Шкурко Микола. Борзенська сотня Ніжинського полку Війська Запорозького: історичний нарис. — Ніжин: ПП Лисенко М. М., 2024. — 32 с. — ISBN 978-617-640-627-3.
- Коваленко Сергій, Шкурко Микола. Батуринська сотня Ніжинського полку Війська Запорозького: історичний нарис. — Ніжин: ПП Лисенко М. М., 2024. — 32 с.
- Коваленко Сергій, Шкурко Микола. Кролевецька сотня Ніжинського полку Війська Запорозького: історичний нарис. — Ніжин: ПП Лисенко М. М., 2024. — 32 с.

Електронна енциклопедія "Військо Запорозьке
2025 р. Сергій Коваленко почав на сайті телеканалу i-ua.tv публікувати статті своєї енциклопедії "Військо Запорозьке".

## Громадсько-політична діяльність

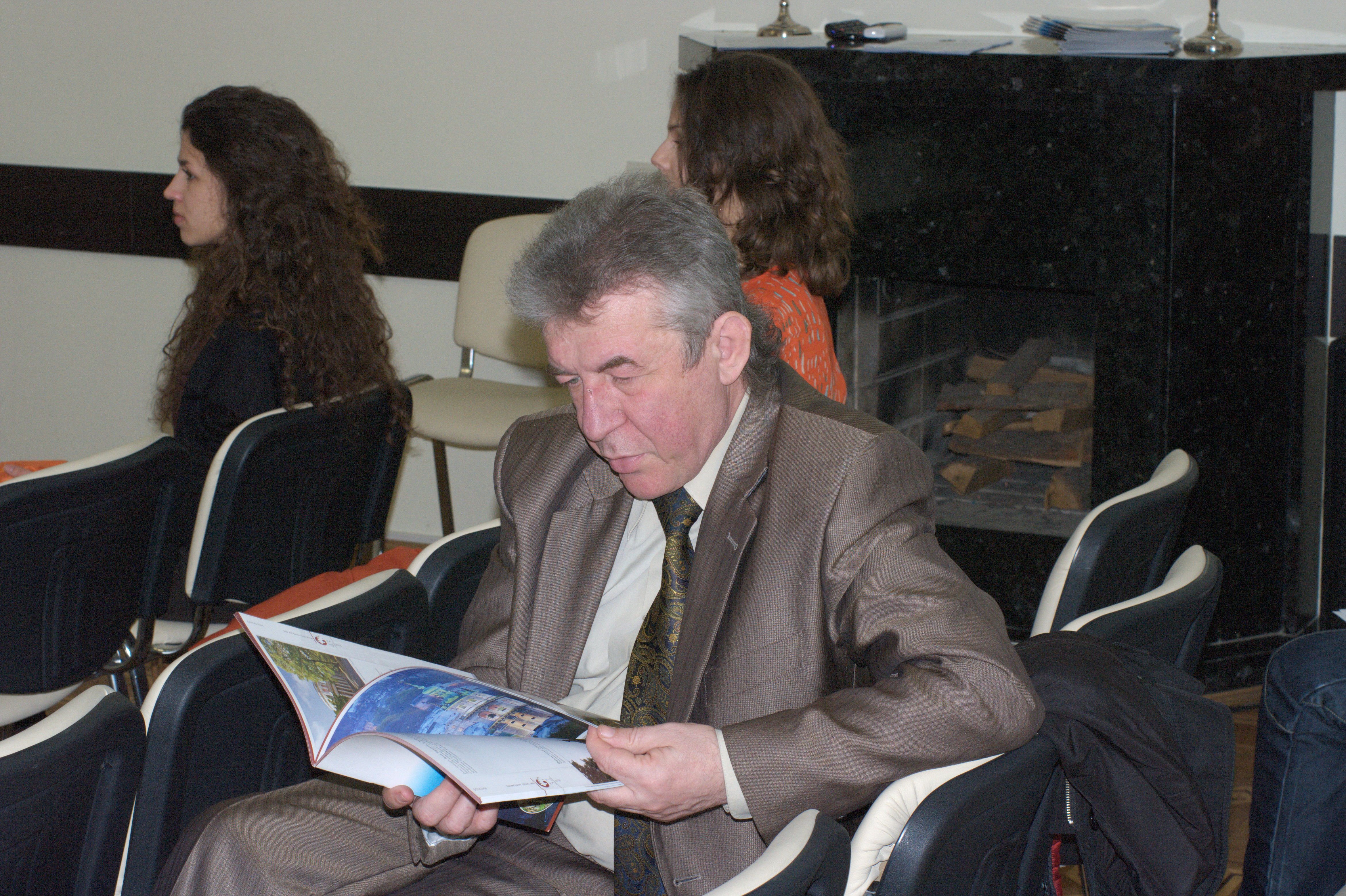
Сергій Коваленко під час презентації проекту «Вікі любить Землю»

Сергій Коваленко впродовж 2008—2012 років був членом ВО «Свобода», з якої вийшов через незгоду з керівництвом у питаннях його кадрової політики, яка не відповідає декларованим цілям організації.
На місцевих виборах у жовтні 2010 року був обраний до Боярської міської ради Києво-Святошинського району Київської області за списком ВО «Свобода».
З травня 2012 по листопад 2013 року був головою проводу Київської міської організації ОУН, а з листопада 2012 по березень 2014 року очолював Київську крайову організацію Української республіканської партії. У квітні 2014 р. обраний Головою ради колегій і членом Проводу Української республіканської партії.
Співзасновник громадської організації «Добровольчий Рух України».
6 вересня 2018 р. склав із себе повноваження Голови ради колегій, члена Проводу і члена Центральної Ради Української республіканської партії аби повністю присвятити себе творчій і видавничій діяльності.
На підставі результатів своїх праць запропонував встановити в Ніжині поруч з пам'ятником на честь Гетьмана Богдана Хмельницького пам'ятний камінь на честь заснування 1648 року Ніжинського полку Війська Запорозького, що й було реалізовано Владиславом Поповичем і Миколою Шкурком 14 жовтня 2018 року з використанням картографії з книги «Україна під булавою Богдана Хмельницького. Енциклопедія в 3-х томах» авторства Сергія Коваленка. За задумом цей пам'ятний камінь має стати зразком для вшанування інших полків Війська Запорозького, що виникли в процесі Української Революції 1648 року.
З Владиславом Поповичем і Миколою Шкурком став співорганізатором створення 14 жовтня 2018 року Стіни Героїв в Ніжині,, започаткованої раніше встановланням меморіальних дощок на честь Миколи Росіневича, Івана Хімченка, Михайла Шкляренка.
11 лютого 2020 року видавництво «Стікс» оприлюднило біографічні відомості одного з головних ідеологів УПА Йосипа Позичанюка. Суттєвим при цьому є точне визначення дати його народження з особової справи, яку вдалося знайти видавництву «Стікс» під час роботи над книгою про Йосипа Позичанюка.

## Нагороди
• Медаль «За збереження історії» від Добровольчого Руху ОУН.
• Відзнака Української Республіканської Партії «За особливі заслуги».

## Інтернет-посилання
1. ↑  https://i-ua.tv/
2. ↑  https://i-ua.tv/encyclopedia/doku.php?id=start
3. ↑  Центральна виборча комісія України. Результати виборів депутатів ради. Київська область. Боярська міська рада. Архів оригіналу за 5 березня 2016. Процитовано 8 вересня 2012.
4. 1 2  Архівована копія. Архів оригіналу за 22 Жовтня 2018. Процитовано 22 Жовтня 2018.{{cite web}}:  Обслуговування CS1: Сторінки з текстом «archived copy» як значення параметру title (посилання)
5. ↑  Архівована копія (PDF). Архів оригіналу (PDF) за 25 Жовтня 2018. Процитовано 25 Жовтня 2018.{{cite web}}:  Обслуговування CS1: Сторінки з текстом «archived copy» як значення параметру title (посилання)
6. ↑  Архівована копія. Архів оригіналу за 22 Жовтня 2018. Процитовано 22 Жовтня 2018.{{cite web}}:  Обслуговування CS1: Сторінки з текстом «archived copy» як значення параметру title (посилання)
7. ↑  Владислав Попович. www.facebook.com. Процитовано 12 лютого 2020.
8. ↑  Українська Республіканська Партія. urp1990.com.ua. Архів оригіналу за 30 Квітня 2020. Процитовано 16 травня 2020.
9. ↑  Roman Sytnyk. www.facebook.com. Процитовано 16 травня 2020.

## Інші джерела
- Видавництво історичних книг «Стікс». Коваленко Сергій Станіславович[недоступне посилання з липня 2019].

| українська персоналія | Це незавершена стаття про особу, що має стосунок до України. Ви можете допомогти проєкту, виправивши або дописавши її. |